# Лизунова, Раиса Трофимовна
Раиса Трофимовна Лизунова (23 ноября 1933, Киев — 19 июня 2014, Смоленск) ― советский хозяйственный деятель, Почётный гражданин города Смоленска.

## Биография
Раиса Трофимовна Лизунова родилась 23 ноября 1933 года в городе Киеве в семье офицера государственной безопасности. Отец погиб в годы Великой Отечественной войны. В 1941 году Лизунова была отправлена в эвакуацию. Окончив среднюю школу в 1951 году, уехала в Москву, где поступила на механический факультет Московского химико-технологического института мясной и молочной промышленности. В 1956 году завершила учёбу, и по распределению была направлена в Смоленск. На протяжении восьми лет трудилась на Смоленском мясокомбинате, сначала в качестве технорука, затем начальника компрессорного цеха, главного механика комбината. После создания Смоленского объединения «Мясопродукт» была назначена на должность его главного механика.
В 1964 году перешла на работу в Смоленское монтажное управление треста «Центросантехмонтаж», работала начальником производственно-технического отдела, заместителем начальника управления. С 1977 года — на советской работе. Была заместителем председателя Промышленного райисполкома города Смоленска, с 1979 года — Ленинского райисполкома города Смоленска. В декабре 1980 года назначена первым заместителем председателя Смоленского горисполкома. Внесла значительный вклад в развитие жилищно-коммунального хозяйства, транспортной сферы, торговли, городского благоустройства. Помимо этого, курировала вопросы взаимодействия горисполкома с правоохранительными органами, военными комиссариатами, органами народного контроля. При её непосредственном участии осуществлялась масштабная комплексная реконструкция городских культурных объектов, объектов транспорта и городской инфраструктуры. Большое внимание уделяла вопросам благоустройства города, благодаря чему Смоленск неоднократно признавался победителем республиканских конкурсов по благоустройству и озеленению.
Неоднократно избиралась дептуатом Смоленского городского Совета депутатов трудящихся. В 1989 году вышла на пенсию. Проживала в Смоленске. Умерла 19 июня 2014 года. Похоронена на Селифоновском кладбище в Смоленском районе Смоленской области.

## Награды
- Орден Трудового Красного Знамени (17 июля 1986 года);
- Медаль «За доблестный труд. В ознаменование 100-летия со дня рождения В. И. Ленина» (1970 год);
- Медаль «Ветеран труда» (15 декабря 1985 года);
- Почётный гражданин города-героя Смоленска (15 сентября 2017 года, «за особые заслуги в развитии экономики, социальной сферы, жилищно-коммунального хозяйства, транспорта, торговли, бытового обслуживания населения города Смоленска», посмертно).